# Amplovalvata scabrida
Amplovalvata scabrida is een uitgestorven slakkensoort uit de familie van de Valvatidae. De wetenschappelijke naam van de soort werd voor het eerst geldig gepubliceerd in 1865 door Meek en Hayden.